# Fiord Frederick E. Hyde
El fiord Frederick E. Hyde és un gran fiord de 140 quilòmetres de llargada i 7 d'amplada que es troba a la costa septentrional de Groenlàndia, a la Terra de Peary. Forma part del mar de Wandel, part de l'oceà Àrtic. Forma part del Parc Nacional del Nord-est de Groenlàndia. Robert Peary li va donar el nom en record a Frederick Erastus Hyde, un dels membres fundadors i primer vicepresident del Peary Arctic Club de Nova York.
El fiords Freja, Thor i Odin són branques a la riba sud del fiord, a uns 65, 95 i 120 quilòmetres des de la desembocadura respectivament. La serralada de Roosevelt, la més septentrional de la Terra, s'estén d'oest a est al costat nord del fiord amb alçades que s'apropen als 2.000 msnm. L'altiplà Nordkrone, a 1.280 msnm, es troba a la part sud del fiord.